# Cyrtandra aureo-sericea
Cyrtandra aureo-sericea är en tvåhjärtbladig växtart som beskrevs av Kanehira och Sumihiko Hatusima. Cyrtandra aureo-sericea ingår i släktet Cyrtandra och familjen Gesneriaceae. Inga underarter finns listade i Catalogue of Life.